# بيت بلا احد فيه
بيت بلا أحد فيه، والذي يدعى أيضا البيت بلا أحد بالمنزل (بالإنجليزية: The House with Nobody in It)، هو فيلم درامي صامت ذا ثلاث طبعات تم إصداره في 22 سبتمبر عام 1915 من قبل شركة أفلام غومونت وتم توزيعه من قبل شركة موتوال فيلم. الميلودراما تم كتابتها بواسطة كلارنس ج. هاريس واخراجها بواسطة ريتشارد غاريك.

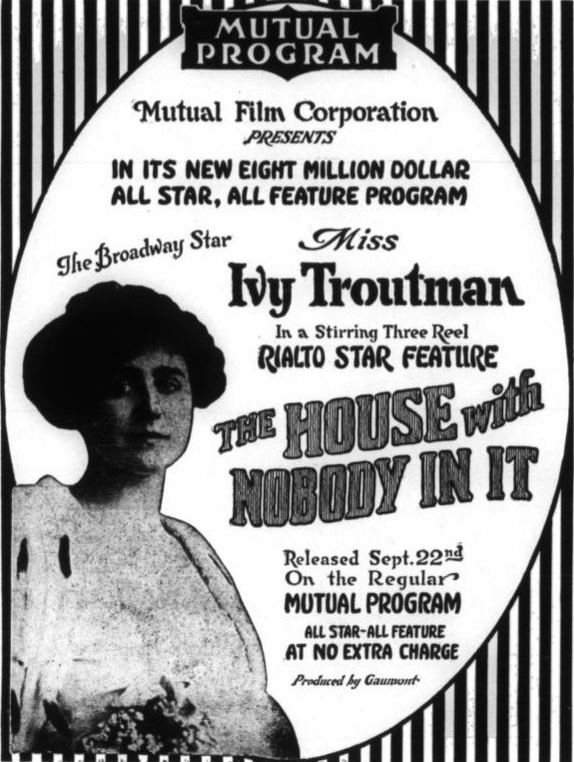
اخراج : ريتشارد غاريك
كتابة : كلارنس ج. هاريس
بطولة : آيفي تروتمان
تصوير : والتر بريتشارد
شركة الإنتاج : شركة أفلام غومونت
توزيع : شركة موتوال فيلم
يوم الإصدار : 22 سبتمبر، 1915
المدة : 3 بكرات
البلد : الولايات المتحدة الأمريكية
اللغة : صامت (مترجم بالإنجليزية)

## الطاقم
إيفي تروتمان في دور موريل ألين
جيمس ليفرينج في دور ويليام ألين
برادلي باركر في دور دونالد برايس، فنان ثري
فرانك ويتسون في دور ليونارد براندوس
تشارلز دبليو ترافيس في دور الدكتور أكرلي

## القصة
بعد فترة وجيزة من خطوبة موريل ألين ودونالد برايس، مات والدها ويليام. في وقت سابق، ليونارد براندوس، الخاطب الذي كان اهتمامه الوحيد في موريل مالياً، يسمع حديث ويليام للدكتور أكيرلي أن زوجته توفت بسبب الجنون. ينقل ليونارد هذه الأخبار إلى موريل التي الغت خطوبتها بعد ذلك، خوفًا من أن تشارك يومًا ما نفس مصير والدتها.
غير قادرة على العثور على الثروة التي يعتقد ان والدها قد أخفاها في منزلهم، تغادر موريل البلدة للعثور على عمل. بعد سلسلة من المغامرات السيئة، عادت موريل إلى المنزل لتجد ليونارد ينهب منزل والدها بحثًا عن الثروة المخبأة. يستتبع ذلك صراع ويأتي دونالد، الذي كان في العقار يرسم صورة عاطفية لمنزل خطيبته السابقه، لمساعدتها. على الرغم من خطوات المصير، عندما تضرب صاعقة البرق المنزل، يرسل ليونارد ويكشف عن مكان كنز والدها. تأتي القصة كاملة عندما تقوم رسالة موجودة داخل الصندوق القوي بإبلاغ موريل بأنها تم تبنيها. بما أن سلامة والدتها لم تعد مشكلة، تتمتع موريل بحرية الزواج من دونالد.

### رأي الجمهور
المسرحية هي بالأحرى ليست جيدة ولا تنتهي بشكل جيد، ولكن تسلسل المسرحية ممتاز. التصوير الفوتوغرافي جيد.
آيفي تراوتمان، نجمة برودواي الشهيرة، تجعل الظهور الأولي لها للجمهور في البيت بلا أحد فيه. تدور المسرحية في أحداث أكثر إثارة فهي قصة بين الرومانسية والانتقام والمؤامرات. وقدمت الآنسة Troutman أول ظهور لها كنجمة على الشاشة وتم تأهيلها مع دور مهم بشكل استثنائي، فبيت بلا أحد فيه قدم لها فرصة لإظهار العديد من المواهب العاطفية والدرامية.

#### وصلات خارجية
- بيت بلا احد فيه على موقع IMDb (الإنجليزية)
- بيت بلا احد فيه على موقع قاعدة بيانات الفيلم (الإنجليزية)
- بيت بلا احد فيه على موقع كينوبويسك (الروسية)